# Vladimir Colin
Vladimir Colin (Bukarest, 1921. május 1. – Bukarest, 1991. december 6.) román tudományos-fantasztikus író, több gyermekkönyv szerzője. 

## Élete
Emancipált zsidó családban nőtt fel, apja Lazăr Colin tisztviselő, anyja Ella Rabinsohn volt,Ana Pauker nővére. A Cantemir Vodă iskola levelező szakára járt, de tanulmányait egy év után abbahagyta, mivel az UTC párt központi bizottságában politikai aktivista lett. Később több folyóirat szerkesztője, a Revista literarăa Flacăra és a Viața românească főszerkesztője lett. 1992-ben az író Leonard Oprea Bukarestben létrehozta a Vladimir Colin-díjat, amelyet azóta több jeles román alkotó is megkapott, például Vladimir Tismăneanu, Andrei Codrescu, Nicolae Manolescu, Șerban Foarță, Bogdan Ficeac, Radu Pavel Gheo. Első felesége Nina Cassian költőnő, második felesége Marcela Cordescu grafikus volt, aki néhány gyermekkönyvét (Basmele omului, Legendele țării lui Vam) illusztrálta.
Első igazán sikeres munkája 1953-ban Basme című mesegyűjteménye volt, amely Állami Díjat nyert. Ezt a Legendele țării lui Vam című fantasy követte 1961-ben, majd tudományos-fantasztikus alkotásokat írt: A zecea lume, Pentagrama (1967), Un pește invizibil și douăzeci de povestiri fantastice (1970), Imposibila oază (1984). Három Eurocon-díjat nyert. Írói álneve Jean Colin volt.

## Munkái
- 27 de poeme, 1947
- Cormoranul pleacă pe mare, 1951
- În spatele frontului, 1951
- Pânzele vremii, 1951
- Basme, 1953
- Nemaipomenita luptă dintre Papură-Împărat și Pintilie
- Toroiman, 1953
- Poveștile celor trei mincinoși, 1956
- Zece povești pitice, 1957
- Basmele Omului, 1958
- Întoarcerea pescărușului, 1959
- Legendele țării lui Vam. O mitologie a omului, 1961
- Povestea scrisului, 1966
- A zecea lume, 1964
- Viitorul al doilea, 1966
- Pentagrama, 1967
- Dincolo de zidul de neon, 1968
- Un pește invizibil și douăzeci de povestiri fantastice
- Mustățile fără pereche, 1970
- Povești de buzunar, 1970
- Capcanele timpului, 1972
- Divertisment pentru vrăjitoare, 1972
- Grifonul lui Ulise, 1976
- Dinții lui Cronos, 1975
- Ultimul avatar al lui Tristan, 1975
- Grifonul lui Ulise, 1976
- Babel, 1978
- Timp cu călăreț și corb, 1979/1985
- Imposibila oază, povestiri fantastice, 1984
- Xele, motanul din stele, 1984

## Magyarul megjelent művei
- A Kormorán tengerre száll. Elbeszélés; ford. Jánosházy György; Irodalmi és Művészeti Kiadó, Bukarest, 1952
- Mesék; ford. Méhes György; Ifjúsági, Bukarest, 1956
- A sirály visszatér; ford. Bácski György; Ifjúsági, Bukarest, 1961
- Az üvegszarvas; ford. Méhes György; Ifjúsági, Bukarest, 1964
- Bajuszfi bajusz; ford. Méhes György; Creanga, Bukarest, 1970
- Valahol egy ember (novella, A kozmosz hullámhosszán antológia, Kriterion, 1970)
- Giovanna és az angyal (novella, Galaktika 12., 1975)
- A béka (novella, Az átlépett látóhatár antológia, Dacia, 1975)

## Külső hivatkozások
- Adatlapja az ISFDB.org-on
- Adatlapja a fantlab.ru-n

## Fordítás
- Ez a szócikk részben vagy egészben  a   Vladimir Colin című román Wikipédia-szócikk ezen változatának fordításán alapul.  Az eredeti cikk szerkesztőit annak laptörténete sorolja fel. Ez a jelzés csupán a megfogalmazás eredetét és a szerzői jogokat jelzi, nem szolgál a cikkben szereplő információk forrásmegjelöléseként.